# نهر باودر
نهر باودر أحد روافد نهر يلوستون، في شمال شرق وايومنغ وجنوب شرق مونتانا في الولايات المتحدة.يبلغ طوله 550 ميلا. وهي تستنزف منطقة تُعرف تاريخيًا باسم بلد نهر بودر في السهول الكبرى شرق جبال بيجورن.
يرتفع في ثلاث شوكات في شمال وسط وايومنغ. ترتفع الشوكات الشمالية والوسطى على طول المنحدر الشرقي لجبال بيجورن. يرتفع ساوث فورك على المنحدرات الجنوبية لجبال بيورن إلى الغرب من كاسبر. تلتقي الشوكات الثلاثة على سفوح التلال شرق الجبل بالقرب من بلدة كايسي. يتدفق التيار المشترك شمالًا شرق الجبل وإلى مونتانا. انضم إليه ليتل باودر بالقرب من بلدة برودوس وينضم إلى يلوستون على بعد حوالي 50 ميل (80 كـم) من مايلز سيتي. سمي نهر بودر بهذا الاسم (باللغة الإنجليزية وكذلك باللغات الأصلية المحلية) لأن الرمال على طول جزء من ضفافه تشبه المسحوق أو الغبار.